# Jakobinerkirche Poligny

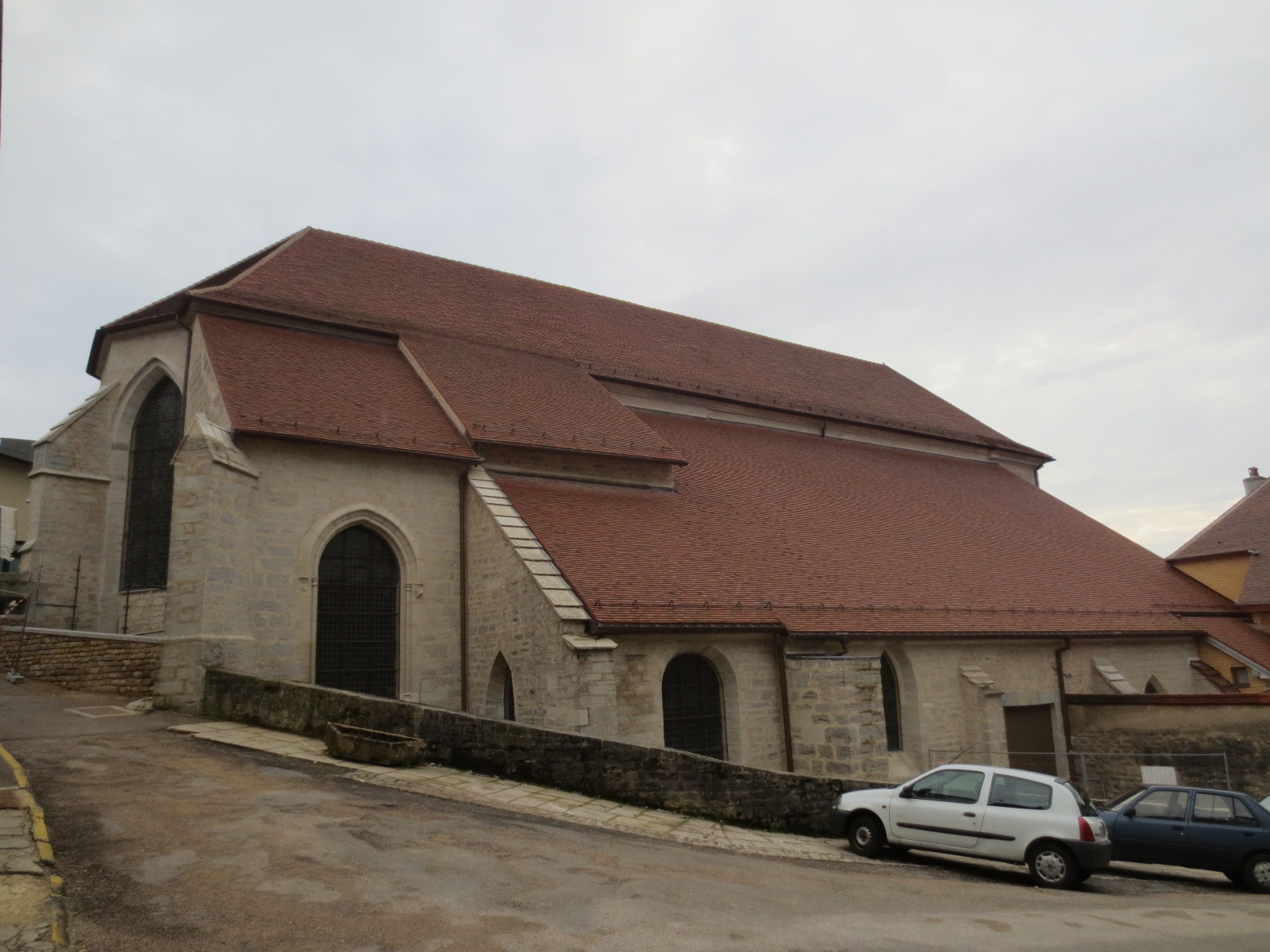
Dachlandschaft der Stiftskirche

Die Jakobinerkirche (französisch: Eglise des Jacobins) in Poligny wurde im 13. Jahrhundert im gotischen Stil erbaut. Seit 1907 dient sie als Weinkeller.

## Geschichte
Der Bau der Kirche wurde 1241 von Otto III., Graf der Bourgogne, beschlossen. Sie sollte der wachsenden Bevölkerung von Poligny als eine von Domherren geleitete Pfarrkirche dienen. Noch vor Fertigstellung starb Otto im Jahr 1248. Seine Schwester Alix ließ die Kirche bis 1276 fertigbauen und übergab sie dann dem Dominikanerorden. Die Dominikaner bewohnten das angrenzende Kloster über fünf Jahrhunderte. Mehrfach kam es zu Bränden und teilweisen Zerstörungen, so in den Jahren 1501 und 1638 im Schwedisch-Französischen Krieg. Jedes Mal wurde die Kirche mit Unterstützung der öffentlichen Hand wieder aufgebaut.
Während der Französischen Revolution 1790 mussten die Mönche das Kloster endgültig verlassen. Ihr Besitz wurde enteignet und zugunsten des Fiskus verkauft, die Kirche stand zunächst leer. 1795 zog dort eine Pulverfabrik ein, die bis 1812 bestand. Bis zum Ende des 19. Jahrhunderts diente die Kirche als Getreidespeicher. Seit 1907 nutzt die Winzergenossenschaft von Poligny (Coopérative Viticole de Poligny) die Kirche als Weinkeller. Der Kreuzgang wurde in den 1950er Jahren abgerissen.

## Architektur
Die in schlichtem gotischen Stil erbaute Kirche hat einen Grundriss von 46 Meter Länge, 28 Meter Breite und 16 Meter Höhe. Sie hat ein großes Mittelschiff und zwei kleine Schiffe auf beiden Seiten. Die Nordseite weist fünf kleine Kapellen auf, die untereinander verbunden sind, und zwei weitere auf der anderen Seite des Chores. Dort sind Mitglieder bedeutender Familien aus Poligny begraben. Durch Gewölbejoche ist das Schiff, das in einen Chor mit einer fünfseitigen Apsis mündet, in fünf Abschnitte aufgeteilt. Auf der inneren Fassadenseite kommt ein weiteres Gewölbe aus dem Jahr 1715 hinzu, das die Tribüne für die Orgel aufnimmt. Die äußere Fassade im klassischen Stil hat ein großes von zwei Pilastern gerahmtes Tor. Sie tragen ein Gebälk mit einem Fries, das von einem Triglyph geschmückt wird. Oberhalb davon schließt sich ein Giebel mit einem gewölbten Vorsprung an. Zwischen den seitlichen Arkaden befinden sich Stränge von je drei Säulen mit Relief. Sie enden am Anfang des Gewölbes und verbinden sich mit den Ausläufern der Querbögen. Das Gewölbe wird von vierteiligen Spitzbögen gebildet. Die Arkaden enden ebenfalls beidseitig in Spitzbögen. In einem der Gewölbejoche gibt es ein Triforium. 
Die hohen Kirchenfenster befinden sich nur auf der Südseite. Die ersten Pfeiler von Eingang aus gesehen sind im Saint-Denis-Stil ausgeführt, die folgenden im Chartres-Stil. Die Kapitelle sind vielfältig verziert, meist mit Pflanzenmotiven. In der Apsis befand sich seit 1698 ein großer Altar aus rotem, weißem und schwarzem Marmor, dessen Reliefs mit Blattgold überzogen waren. Im Zentrum des Chorraums befand sich eine Darstellung von Mariä Himmelfahrt des Malers Adrien Richard.

## Verbleib der Ausstattung
Der Altar und der Tabernakel sowie die Kanzel aus dem Jahr 1736 wurden nach der Auflösung der Jakobinerkirche in die Stiftskirche Saint-Hippolyte in Poligny überführt. Die 1721 von Marin Carouge gebaute Orgel gelangte 1792 in die Kirche von Champagnole. Einige Statuen der Kirche gelangten in Museen, so ein heiliger Paul aus der Schule des Claus de Werve und zwei weitere Statuen, die ebenfalls aus Poligny stammen, deren Herkunft aber nicht eindeutig geklärt ist, in das Metropolitan Museum of Art in New York.
Koordinaten: 46° 50′ 6,1″ N, 5° 42′ 34,8″ O